# Джава (містечко)
Джава (груз. ჯავა, ос. Дзау) — даба (містечко) у Джавському муніципалітеті, мхаре Шида-Картлі, Грузія, тимчасово окуповане Росією та перебуває у складі Джаваського району так званої «Республіки Південна Осетія».

## Географія
Джава розташоване в долині річки Діді-Ліахві (ліва притока Мткварі), за 22 км на північ від міста Цхінвалі, за 45 км на північ від Ґорі, та за 133 км на північний захід від Тбілісі, на висоті 1140 м. над рівнем моря. Через містечко Джава пролягає Транскавказька автомагістраль.

## Клімат
Клімат у Джава характерний для нижнього пояса середніх гір. Зима холодна та сніжна, літо помірно тепле.
Середньорічна температура — 10,6 °C. Середня температура у січні становить -3,6 °C, у серпні — 18,3 °C.
Середньорічна норма опадів — 1038 мм. Середньорічна відносна вологість повітря — 72%.
| Кліматограма Джави | Кліматограма Джави | Кліматограма Джави | Кліматограма Джави | Кліматограма Джави | Кліматограма Джави | Кліматограма Джави | Кліматограма Джави | Кліматограма Джави | Кліматограма Джави | Кліматограма Джави | Кліматограма Джави |
| --- | ------------------ | ------------------ | ------------------ | ------------------ | ------------------ | ------------------ | ------------------ | ------------------ | ------------------ | ------------------ | ------------------ |
| С | Л                  | Б                  | К                  | Т                  | Ч                  | Л                  | С                  | В                  | Ж                  | Л                  | Г                  |
| 77 −2 −10 | 68 −1 −9           | 99 3 −5            | 108 8 −2           | 106 13 4           | 114 18 8           | 86 21 12           | 67 22 12           | 67 17 8            | 90 11 2            | 79 5 −4            | 77 0 −8            |
| Середня макс. і мін. температури повітря (°C) Атмосферні опади (мм), за рік : 1038 мм. Джерело: «Climate-Data.org» (англ.) |                    |                    |                    |                    |                    |                    |                    |                    |                    |                    |                    |

## Історія
1961 року Джава отримало статус селища міського типу.
29 квітня 1991 року містечко Джава було майже повністю зруйноване 9-ти бальним землетрусом.
Під час російсько-грузинської війни 2008 року лідер осетинських сепаратистів Едуард Кокойти залишив Цхінвалі та керував бойовими діями з Джави. Між містечком Джава та Цхінвалі знаходилось кілька грузинських сіл (Ачабеті, Ередві, Кехві, Тамарашені, Курта) які були зруйновані, а грузинське населення стало біженцями, було вигнане російськими окупантами та осетинами в Грузію.

### Російська військова база
У вересні 2007 року президент Грузії Міхеіл Саакашвілі зажадав від Росію виведення російських баз з Джави та Цхінвалі, які та почала будувати ще у 2001 році. 1 лютого 2009 року, на базі 693-го та 135-го мотострілкових полків 19-ї мотострілецької дивізії Збройних сил Росії, у Джаві була створена 4-а гвардійська військова база Сухопутних військ Російської Федерації. 7 квітня 2010 року було створено об'єднану російську військову базу на території Південної Осетії чисельність близько 4 тис. осіб.

## Демографія
Чисельність населення містечка Джава, станом на 2015 рік, налічує 2111 особу.
До війни населення містечка було переважно осетинським. Влітку 2008 році, під час російсько-грузинської війни, усі місцеві грузин стали біженцями, були вигнані російськими окупантами та осетинами в Грузію. 

## Курорт
Містечко Джава було бальнеологічним курортом. Природні свердловини мінеральної води знаходяться в долині річки Діді-Ліахві, на правому березі.
6 лютого 1925 року було проведено дослідження джавської мінеральної води, і зроблено висновок: «відповідно до кваліфікації Бертенсона, джерело належить до групи лужно-кислих вод, до якої зараховані Єсентуки».
У 1929 році на базі одного з мінеральних джерел був відкритий пансіонат «Джава» на 250 осіб. 7 травня 1985 року було зведено нову будівлю санаторію «Джава», де за сезон передбачалося прийняти на лікування та відпочинок 3000 осіб. Санаторій був зруйнований землетрусом 29 квітня 1991 року. Нині перебуває у руїнах та не працює.
У санаторії лікували патології серцево-судинної системи, бронхіальну астму та хронічний бронхіт, виразку шлунку і дванадцятипалої кишки, хронічний гастрит, коліт та ентероколіт, інфекційний гепатит, залізодефіцитну анемію і захворювання, викликані радіоактивним опроміненням.